# Rohanský most
Rohanský most (dříve nazývaný též most Holešovice – Karlín, či most Holešovice – Rohanský ostrov) je plánovaný most pro místní dopravu, který by měl propojit Holešovice a Karlín v prostoru mezi ostrovem Štvanice (resp. Hlávkovým mostem) a Libeňským mostem. 

## Historie záměru
Již okolo roku 1850 existoval v prostoru blízko k dnešní invalidovně dřevěný mostek, který spojoval uvedenou budovu s Holešovicemi. Vzhledem k pozdější regulaci koryta Vltavy je dnes prostor, kde stál, zasypaný (mezi Rohanským nábřežím a cyklostezkou A2 na Rohanském ostrově.
Mostek zanikl ještě před regulací vltavského koryta. Čas od času se ale objevovaly návrhy na vznik kamenného silničního mostu v této oblasti. Objevil se jako tzv. projektovaný most na historické mapě Holešovic z konce 19. století.
Most spojující Holešovice a Karlín se dále objevil v regulačním plánu Státní regulační komise pro Prahu z roku 1924 cca v ose ulic Komunardů a Šaldova, na holešovické straně byla v plánu kompletní přestavba uliční sítě a vznik nového náměstí. Později však byl záměr změněn a územní plán z roku 1955 již most neobsahuje.
Úvahy o novém mostním spojení mezi Karlínem a Holešovicemi byly opět obnoveny v roce 1999, kdy se v územním plánu objevil most v ose ulic Komunardů - Thámova.
Podle Ověřovací studie mostu Holešovice Karlín XII/2007, zpracované společností Metroprojekt a.s. pro ÚRM HMP, je jednou z možností umístění mostu kromě preferované trasy Komunardů – Thámova také spojnice ulic Na Maninách – Šaldova (tedy asi 300 metrů za špicí ostrova Štvanice).
V září 2015 rada městské části Praha 7 vytkla předloženému návrhu revitalizace náplavek mezi Bubenským nábřežím a Libeňským mostem, že „zcela opomíjí a v návrhu nepočítá s uvažovaným mostním propojením Holešovic s Karlínem“.
K únoru 2016 byl v územním plánu zanesen most, který je prodloužením ulice Komunardů. Podle radní Prahy 7 Lenky Burgerové, je situace v prodloužení ulice Komunardů komplikovaná vzhledem k umístění inženýrských sítí na Karlínské straně, most by mohl stát níže po řece. Městské části Praha 8 se podle jejího tehdejšího starosty most v prodloužení ulice Na Maninách nelíbil, starosta navrhoval most v ose Komunardů – Thámova, kde by měl lepší návaznost na nynější vedení silniční dopravy.
Další možnost vedení mostu se objevila ve výkresech připravovaného Metropolitního plánu, kde je most zanesen mezi ulicemi Na Maninách a Urxova. Dle dokumentu Koncepce pražských břehů zveřejněného v roce 2014 se jako vhodná varianta jeví propojení Karlína a Holešovic "lokálním uličním mostem s tramvajovou tratí v ose ulice Thámovy a Komunardů. Rozhodujícím hlediskem pro toto řešení jsou především urbanistické vztahy důležité holešovické a karlínské osy v návaznosti na metro a pěší tunel na Žižkov. Druhým aspektem je případná dobrá návaznost na holešovickou okružní ulici. Toto řešení je do značné míry limitováno technickými problémy, zejména z hlediska výškových úrovní a potřebného prostoru pro nastoupání".
Zastupitelé hlavního města Prahy obdrželi 21. května 2020 na zasedání zastupitelstva od občanů ověřovací studii zpracovanou architektem Patrikem Kotasem, která potvrzuje možnost postavit Rohanský most v původní trase holešovické ul. Komunardů a karlínské ul. Thámova při dodržení technických norem, limitů protipovodňové ochrany a dalších požadavků. Tato varianta má být dle studie kratší a technicky jednodušší.
Praha 7 uspořádala 8. září 2020 veřejné setkání na téma změny územního plánu v oblasti “Rohanského mostu“, který má v budoucnu propojit Holešovice s Karlínem, a otevřela veřejnou debatu o tom, jaký bude mít výstavba mostu dopad na život dvou pražských čtvrtí.
V publikaci organizátora Pražské integrované dopravy ROPID Rozvoj linek PID v Praze z roku 2022 se počítá s výstavbou tramvajové trati po tomto mostě v horizontu let 2027 – 2032. Měla by zde být zavedena tramvajová linka č. 29 spojující k obnově navrhovanou smyčku Trojská a Hlavní nádraží, případně vedoucí dále přes Vinohradskou a Černokosteleckou ulici na Ústřední dílny Dopravního podniku.